# Opheodrys vernalis
Opheodrys vernalis là một loài rắn trong họ Rắn nước. Loài này được Harlan miêu tả khoa học đầu tiên năm 1827.

## Hình ảnh

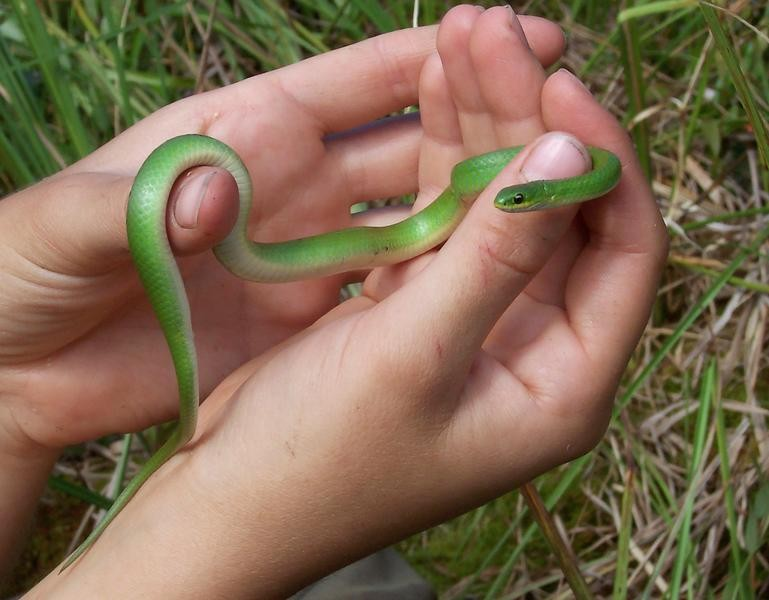